# Ulun
Ulun (ros. Улюн) – wieś (ułus) w Rosji, w Buriacji, w rejonie barguzińskim. W 2010 liczyła 1061 mieszkańców.